# Malcolm mittendrin/Staffel 1
Diese Liste enthält alle Episoden der ersten Staffel der US-amerikanischen Comedyserie Malcolm mittendrin, sortiert nach der US-amerikanischen Erstausstrahlung. Sie wurden vom 9. Januar bis zum 21. Mai 2000 auf dem US-amerikanischen Sender Fox gesendet. Mit einer Einschaltquote von etwa 22,4 Millionen Zuschauern erreichte die erste Folge die höchsten Quoten einer Serienpremiere auf dem US-Sender Fox seit Die Simpsons im Jahre 1989. Die komplette Staffel sahen in den USA durchschnittlich etwa 15,23 Millionen Zuschauer, womit sie in der Fernsehsaison 1999/2000 auf den 18. Platz in der Liste der meistgesehenen Serien kam. Die deutschsprachigen Erstausstrahlungen sendete ProSieben vom 24. September 2001 bis zum 19. Januar 2002.

## Besetzung und Synchronisation
Nachfolgend eine (unvollständige) Liste der Charaktere in der ersten Staffel von Malcolm mittendrin.

### Hauptcharaktere
| Rollenname | Schauspieler                  | Dt. Synchronsprecher | Bemerkung                                                                   |
| ---------- | ----------------------------- | -------------------- | --------------------------------------------------------------------------- |
| Malcolm    | Frankie Muniz                 | Wilhelm Rafael Garth | Protagonist der Serie                                                       |
| Lois       | Jane Kaczmarek                | Martina Treger       | Malcolms Mutter                                                             |
| Hal        | Bryan Cranston                | Bodo Wolf            | Malcolms Vater                                                              |
| Reese      | Justin Berfield               | Nick Forsberg        | Malcolms älterer Bruder                                                     |
| Dewey      | Erik Per Sullivan             | Kevin Winkel         | Malcolms jüngster Bruder (in späteren Staffeln sein zweitjüngster Bruder)   |
| Francis    | Christopher Kennedy Masterson | Sebastian Schulz     | Malcolms ältester Bruder, der in dieser Staffel auf der Militärakademie ist |

### Nebencharaktere
| Rollenname             | Schauspieler          | Dt. Synchronsprecher | Bemerkung                                                                                 |
| ---------------------- | --------------------- | -------------------- | ----------------------------------------------------------------------------------------- |
| Stevie Kenarban        | Craig Lamar Traylor   | Michael Verona       | ist ab der ersten Episode Malcolms Klassenkamerad und wird daraufhin dessen bester Freund |
| Craig Feldspar         | David Anthony Higgins | Andreas Fröhlich     | Arbeitskollege von Lois (in späteren Staffeln auch von Malcolm)                           |
| Caroline Miller        | Catherine Lloyd Burns | Irina von Bentheim   | Malcolms Lehrerin in der Begabtenklasse                                                   |
| Julie Houlerman        | Landry Allbright      | Jill Böttcher        | Malcolms Klassenkameradin, bevor er in die Begabtenklasse wechselt                        |
| Kitty Kenarban         | Merrin Dungey         | Almut Zydra          | Stevies Mutter                                                                            |
| Abraham „Abe“ Kenarban | Gary Anthony Williams | Reinhard Scheunemann | Stevies Vater                                                                             |
| Edwin Spangler         | Daniel von Bargen     | Roland Hemmo         | Leiter von Francis’ Militärakademie                                                       |
| Eric Hansen            | Eric Nenninger        | unbekannt            | Francis’ Schulkollege in der Militärakademie und späterer Arbeitskollege                  |
| Richie                 | Todd Giebenhain       | Simon Jäger          | Francis’ Schulfreund auf der Militärakademie                                              |
| Lloyd                  | Evan Matthew Cohen    | Till Völger          | Malcolms Schulkollege in der Hochbegabtenklasse                                           |
| Dabney Hooper          | Kyle Sullivan         | Nico Sablik          | Malcolms Schulkollege in der Hochbegabtenklasse                                           |
| (unbekannt)            | Scotch Ellis Loring   | unbekannt            | Fotograf (im Intro der Episode Die Ausreißer)                                             |
| Ed                     | Paul Willson          | Helmut Gauß          | Nachbar der Familie                                                                       |
| Cynthia Sanders        | Tania Raymonde        | Adak Azdasht         | Malcolms Klassenkameradin in der Begabtenklasse                                           |
| (unbekannt)            | Merrin Dungey         | Almut Zydra          | Malcolms Lehrerin, bevor er in die Klasse der Hochbegabten wechselt                       |
| Beebee                 | Lauren Hodges         | Bianca Krahl         | Francis’ große Liebe, die ihn aber abserviert; Prostituierte                              |
| Joe                    | Kasan Butcher         | Tobias Müller        | Francis’ Schulfreund auf der Militärakademie                                              |
| Dave Spath             | Vincent Berry         | unbekannt            | Schulschläger                                                                             |
| Richard                | Martin Spanjers       | unbekannt            | Malcolms Freund, als dieser morgens zur Schule geht (in der Episode Malcolm, der Held)    |

## Episoden
| Nr. (ges.) | Nr. (St.) | Deutscher Titel            | Originaltitel         | Erstausstrahlung USA | Deutschsprachige Erstausstrahlung (D) | Regie          | Drehbuch                              | Prod. Code   |
| --- | --------- | -------------------------- | --------------------- | -------------------- | ------------------------------------- | -------------- | ------------------------------------- | ------------ |
| 1 | 1         | Malcolm, der Held          | Pilot                 | 9. Jan. 2000         | 24. Sep. 2001                         | Todd Holland   | Linwood Boomer                        | 10012-99-179 |
| Eines Morgens wird Malcolm während des Schulunterrichts zum Rektorat geschickt, wo ihn Vertrauenslehrerin Caroline Miller erwartet und mit ihm einen Intelligenztest durchführt, den er bestens besteht. Am selben Tag geht er zu einem von seiner Mutter verabredeten Treffen zu Stevie, einem Hochbegabten, der im Rollstuhl sitzt. Zunächst langweilen sich die beiden, finden aber eine Gemeinsamkeit darin, dass sie gerne Comics lesen. An einem darauf folgenden Samstagmorgen klingelt die Lehrerin, die den Intelligenztest mit Malcolm durchgeführt hat, und teilt seiner Mutter Lois einiges darüber mit. Tage darauf erzählt Lois der Familie, dass herausgefunden wurde, dass Malcolm einen IQ von 165 hat und nun in eine Hochbegabtenklasse wechseln wird. Er sträubt sich zwar dagegen, hat aber keine Wahl und wechselt doch. Bereits am ersten Tag merkt Malcolm, wie schwer es als Hochbegabter ist. Dabei legt er sich in der Pause mit Dave Spath, einem Schulschläger, an, trickst diesen jedoch zusammen mit seinem neuen Klassenkameraden Stevie aus und wird als Held gefeiert. |           |                            |                       |                      |                                       |                |                                       |              |
| 2 | 2         | Lois sieht rot             | Red Dress             | 16. Jan. 2000        | 1. Okt. 2001                          | Arlene Sanford | Alan J. Higgins                       | 06-99-103    |
| An ihrem Hochzeitstag ist Lois gerade dabei, sich zurechtzumachen, als sie in der Toilette ihr rotes Kleid entdeckt, das sie sich zum Essen mit Hal anziehen wollte. Davon aufgebracht, dass es angebrannt wurde, versucht sie herauszufinden, wer dafür verantwortlich war, und bestraft Malcolm, Reese und Dewey mit qualvollen Methoden. Da die Kinder dies nicht mehr ertragen wollen, rufen sie Francis an, der sich momentan auf der Militärakademie befindet, und bitten ihn um Rat. Durch dessen Hilfe schaffen sie es, Lois’ Bestrafungen zu überstehen. Währenddessen wartet Hal im geplanten Restaurant auf Lois und ist nach einiger Zeit kurz davor zu gehen, als er sich mit einem Mitarbeiter auf der Toilette anfreundet und mit diesem den ganzen Abend lang im Restaurant Spaß hat. Zur gleichen Zeit telefonieren die Jungs und Francis wieder miteinander, werden aber von Lois, die dies zufällig beim Abnehmen des zweiten Telefons im Haus bemerkt hat, überrascht. Daraufhin wird ihm von ihr vorgehalten, er solle sie nicht gegen sie aufhetzen und ihre Autorität infrage stellen. Francis belehrt sie, sie solle sich an ihrem Hochzeitstag nicht über so etwas aufregen. Schließlich sieht sie ein, dass alles ein Fehler von ihr war, und fährt mit den Kindern weg, um etwas zu essen. Einige Stunden später – als Lois und die Kinder immer noch nicht wieder da sind – kommt Hal wieder zurück nach Hause und zündet auf dem Sofa eine Zigarre an. Dadurch entfacht er aus Versehen ein kleines Feuer, woraufhin er „Nicht doch schon wieder.“ verlauten lässt und etwas hinunterspült, was vermutlich darauf schließen lässt, dass er derjenige war, der Lois’ Kleid verbrannte. Die Erstausstrahlung dieser Folge sahen 23,2 Millionen Fernsehzuschauer. |           |                            |                       |                      |                                       |                |                                       |              |
| 3 | 3         | Allein zu Haus             | Home Alone 4          | 23. Jan. 2000        | 8. Okt. 2001                          | Todd Holland   | Michael Glouberman & Andrew Orenstein | 06-99-106    |
| Francis kommt für einige Tage zu Besuch, um auf die Jungs aufzupassen, wenn Hal und Lois bei einer Hochzeit von Verwandten sind. Als sie beim Einpacken sind, belauscht Malcolm ein Gespräch der beiden, in dem sie meinen, sie würden sich nach diesem Wochenende überlegen, Francis wieder nach Hause zu holen. Malcolm ist davon begeistert und erzählt es seinen beiden Brüdern. Sie entschließen sich, an diesem Wochenende nichts Schlimmes zu machen, wollen es Francis aber nicht erzählen, da dieser Regeln nicht ausstehen könne. Nachdem ihre Eltern weggefahren sind, will Francis schon wieder anfangen Blödsinn anzustellen, wird aber von den dreien daran gehindert. Anschließend lässt Francis aber drei seiner Freunde eine Party im Haus seiner Eltern feiern, in der das komplette Haus verwüstet wird. Da Francis aber dennoch nicht aufräumen will, wird ihm von seinen Brüdern erzählt, dass ihre Eltern vorhaben, ihn wieder zurückzuholen, falls er sich an diesem Wochenende gut benimmt. Folglich räumen sie das komplette Haus wieder auf, stellen aber fest, dass es etwas zu ordentlich für ihre Verhältnisse ist, und verschmutzen es wieder leicht. Als Malcolm gerade dabei ist, Krümel von Kartoffelchips auf einem Regal zu verteilen, fällt dieses um und verletzt ihn an der Stirn. Im Weiteren fahren sie ins Krankenhaus und lassen Malcolms Stirn nähen. Da die Behandlung aber 400 Dollar kostet, die sie sofort zahlen müssten, damit ihre Eltern davon nichts erfahren, rufen sie Caroline Miller, Malcolms Lehrerin, an und fragen sie, ob sie das Geld bezahlen könnte. Diese beteuert zunächst, die Kosten nicht tragen zu können, gibt aber schließlich nach und bezahlt das Geld für die Behandlung. Zur selben Zeit befinden sich Hal und Lois gerade auf der Trauung von Verwandten und lassen ihre Liebe neu entfachen, wodurch sie sogar die Hochzeit stören. Obwohl ihre Eltern Tage darauf, als sie wieder da sind, von Francis’ Aufpassen der Jungs begeistert sind, entschließen sie sich nicht, ihn wieder nach Hause zu holen. Ab dieser Episode wird der Titelsong Boss of Me der Band They Might Be Giants in einer rockigeren Version im Vorspann gezeigt, die bis zum Ende der Serie erhalten bleibt. |           |                            |                       |                      |                                       |                |                                       |              |
| 4 | 4         | Gewissensbisse             | Shame                 | 6. Feb. 2000         | 15. Okt. 2001                         | Nick Marck     | David Richardson                      | 06-99-107    |
| Da Malcolm in der Schule von einem anderen Schüler namens Kevin schikaniert wird, ist es ihm irgendwann zu viel und schlägt auf diesen ein. Daraufhin stellt sich jedoch heraus, dass dieser erst sieben Jahre alt ist. Folgerichtig plagen Malcolm Gewissensbisse, doch seine Familie findet seine Tat nicht so schlimm. Er versucht nun, sich selbst zu helfen, indem er sehr erfolgreich für einen Marathon trainiert. Doch als schließlich der Tag des Marathons da ist, rutscht er bereits am Start aus und kann nicht mehr weiterlaufen. Am Abend ist Malcolm immer noch niedergeschlagen, bekommt aber von seiner Mutter erzählt, wie wichtig es ist, ein Gewissen zu haben. Währenddessen verschreckt Kommandant Spangler alle Schüler der Militärakademie mit Dias von erkrankten Frauen, damit diese nicht mehr durch welche abgelenkt werden. Francis und sein Freund wollen dem eine Ende bereiten und finden in Spanglers Zimmer auch noch bloßstellende Dias von ihm, die sie in die nächste Diashow einfügen. Überraschend landen aber nicht die von Spangler, sondern nur welche, die Francis bloßstellen, in der Diashow. |           |                            |                       |                      |                                       |                |                                       |              |
| 5 | 5         | Eine fast perfekte Familie | Malcolm Babysits      | 13. Feb. 2000        | 22. Okt. 2001                         | Jeff Melman    | Maggie Bandur & Pang-Ni Landrum       | 06-99-105    |
| Malcolm nimmt einen Job als Babysitter bei einer wohlhabenden Familie an und ist von ihr begeistert. Wegen einer Insektenplage in Malcolms Haus, muss die Familie in einen Wohnwagen im Garten umziehen. Diese Enge treibt Hal und Lois so in den Wahnsinn, dass sie sich streiten und Hal im Garten schlafen muss. Malcolm findet inzwischen seine eigene Familie so peinlich, dass er die meiste Zeit des Tages in dem Haus der wohlhabenden Familie verbringt. Als er auf die Kinder wie so oft wieder einmal aufpasst, bemerkt er zufällig, dass er von den Eltern mit versteckten Kameras heimlich gefilmt wird und kündigt sofort seinen Job. Als die Kinder schlafen, fällt Hal ein, dass der Grund der andauernden Streitereien mit Lois war, dass sie im Wohnwagen keinen Sex miteinander haben konnten. Daraufhin kauft er zwei Atemmasken, mit denen die beiden in das mit giftigen Dämpfen besetzte Haus gehen, um dort ungestört zu sein. Währenddessen finden Francis und sein Freund mit Kommandant Spanglers Hauptschlüssel in einem unbekannten Raum der Militärakademie die Leiche eines früheren Hausmeisters. Aus Versehen trennt Francis den Kopf der Leiche vom Körper. Francis will der Leiche daraufhin die letzte Ehre erweisen und zündet sie gemeinsam mit den anderen Schülern an, zerstört dabei aber zufällig ein Bootshaus. |           |                            |                       |                      |                                       |                |                                       |              |
| 6 | 6         | Die Ausreißer              | Sleepover             | 20. Feb. 2000        | 29. Okt. 2001                         | Ken Kwapis     | Dan Kopelman                          | 06-99-110    |
| Malcolm darf bei Stevie übernachten, wo ihn aber dessen überfürsorgliche Eltern im Weg stehen, etwas Altersgerechtes zu tun. Daraufhin hauen die beiden von Stevies zu Hause ab und amüsieren sich in einer nahe gelegenen Spielhalle, bis sie plötzlich feststellen, dass Stevies Rollstuhl nicht mehr da ist. Deshalb muss Malcolm ihn sehr beschwert wieder zurückbefördern. Auf einmal entdecken sie die Zwei, die den Rollstuhl geklaut haben, auf einer Straße. Um den beiden hinterher zu laufen, lässt Malcolm beim Laufen den in einem Einkaufswagen sitzenden Stevie los, wodurch dieser auf die Straße fällt, sich aber nicht verletzt. Letztlich bemerken die beiden beim Zurückgehen ein großes Polizeiaufgebot vor Stevies Haus. Um nicht erwischt zu werden, lässt Malcolm ihn vor dem Haus stehen und rennt nach Hause. Währenddessen tut Reese zu Hause alles, um seine Eltern davon zu überzeugen, ihn so lange auf zu lassen, dass er sich den Film Chucky im Fernsehen anschauen kann. Um sich zu beweisen, stellen ihm seine Eltern die Aufgabe, Dewey zu baden, anzuziehen und ins Bett zu bringen. Dies stellt sich schwerer heraus als vorher gedacht, da sich Dewey nichts sagen lassen will. Schließlich ist Reese von den Anstrengungen so müde, dass er einschläft, während sich Dewey im Fernsehen Chucky ansieht und ihre Eltern Hal und Lois ihre Sex-Fantasien ausleben. Zur selben Zeit legt sich Francis in der Militärakademie mit Burschenschaftern an, indem er sie daran hindert, andere Schüler der Akademie grausam zu bestrafen. Diese versuchen daraufhin alles, um sich an ihm zu rächen. Doch Francis ist von den Bestrafungen unbeeindruckt und behauptet, zu Hause schon viel Schlimmeres erlebt zu haben. Die Burschenschafter entschließen sich nun, ihre Opfer mit seelischer Gewalt zu bestrafen. |           |                            |                       |                      |                                       |                |                                       |              |
| 7 | 7         | Francis auf der Flucht     | Francis Escapes       | 27. Feb. 2000        | 5. Nov. 2001                          | Todd Holland   | Linwood Boomer                        | 06-99-101    |
| Francis ist unsterblich in die Prostituierte Beebee verliebt, weshalb er aus der Militärakademie flüchtet. Zufällig entdeckt Malcolm eines Morgens beim Raustragen des Mülls eine geheime Spur, die ihn zu Francis führt, der sich vorerst hinter dem Haus eingenistet hat. Für diesen muss Malcolm von nun an heimlich Lebensmittel besorgen, damit niemand etwas davon erfährt. Währenddessen wird Dewey von seinen Brüdern erzählt, unter seinem Bett lebe ein Monster. Da Malcolm sich am Essenstisch verspricht, findet Lois heraus, dass sich Francis in der Stadt aufhält, bekommt aber einen falschen Ort von ihm erzählt, wo sich Francis und Beebee angeblich treffen wollen. Nachdem Malcolm dies Francis erzählt hat, fragt ihn Dewey im Garten, mit wem er hinter dem Zaun geredet hat. Malcolm behauptet, es sein ein weiteres Monster, das sich dort befindet. Während sich Lois am falschen Ort, einem Football-Platz, aufhält, um Francis zu begegnen und dort andere verliebte Paare stört, wird dieser am richtigen Treffpunkt, hinter dem Garten seines Elternhauses, von seiner Freundin Beebee abserviert. Dewey befindet sich zur selben Zeit immer noch im Garten, hört Francis’ Schreie und empfindet sie als die eines Monsters. Um dieses zu verjagen wirft er Steine über den Zaun – unwissend, dass sie Francis verletzen. Letzten Endes wird er von seinem Vater Hal wieder zurück zur Militärakademie gefahren. |           |                            |                       |                      |                                       |                |                                       |              |
| 8 | 8         | Das Begabten-Chaos         | Krelboyne Picnic      | 12. März 2000        | 12. Nov. 2001                         | Todd Holland   | Michael Glouberman & Andrew Orenstein | 06-99-109    |
| Als der Tag, an dem Malcolms Begabtenklasse in der Schule ein Fest veranstaltet, da ist, wehrt er sich, dort hinzugehen. Doch seine Familie freut sich darauf und somit muss Malcolm auch mitkommen. Als diese jedoch dort ankommt, muss sie feststellen, dass vieles in einer Begabtenklasse anders ist als in normalen. Lois legt sich mit den Eltern der anderen Kinder an und zettelt einen Streit zwischen diesen an. Indessen versucht Reese, einige der Hochbegabten zu verhauen, wird aber von einem ihrer großen Brüder überrascht und selbst schikaniert. Unterdessen grillt Hal Fleisch, obwohl dagegen alle hochbegabten Kinder allergisch sind. Um nicht selbst auf dem Fest auftreten zu müssen, baut Malcolm eine Bombe aus Stevies Chemikalien. Kurz darauf bricht Chaos aus, da die Kinder bemerken, dass sie Fleisch essen. Als daraufhin sogar Malcolms Bombe explodiert, rennen alle Besucher des Fests wild durcheinander. Malcolms Lehrerin, Caroline Miller, ist daraufhin so niedergeschlagen, dass sich Malcolm entschließt, doch mit seiner Show aufzutreten. Mit dieser begeistert er alle Besucher, weshalb das Fest letztlich doch ein Erfolg war. |           |                            |                       |                      |                                       |                |                                       |              |
| 9 | 9         | Ohne Moos nichts los       | Lois vs. Evil         | 19. März 2000        | 19. Nov. 2001                         | Todd Holland   | Jack Amiel & Michael Begler           | 06-99-104    |
| Reese, Malcolm und Dewey wollen Lois von ihrer Arbeitsstelle im Lucky Aide abholen. Doch bereits kurz nachdem sie angekommen sind, schäumen Reese und Malcolm einen Teil des Ladens mit einem Schaumreiniger ein, wofür sie auch bestraft werden. Zu Hause stellt sich heraus, dass Dewey eine Flasche Cognac aus dem Laden hat mitgehen lassen. Obwohl sie die Flasche daraufhin sofort zurückgeben, wird Lois gekündigt. Da dieses Geld nun fehlt, muss die Familie einen drastischen Sparkurs einlegen. Eines Morgens will Julie Houlerman mit Malcolm ihr Essen tauschen, was aber dadurch scheitert, dass Malcolm kein normales Essen dabei hat. Als er sich daraufhin bei Stevie darüber beschwert, dass seine Familie wenig Geld hat, bemerkt er zunächst nicht Julie, die hinter ihm steht und ihm seine Tasche geben will, die er am Platz vergessen hat, wodurch diese alles mithört. Am selben Tag klingelt Craig am Haus der Familie und erzählt Lois, sie könne ihren Job laut Chef wieder haben, wenn sie dafür einiges in Kauf nehme, was sie aber dankend ablehnt. Tage darauf werden Reese, Malcolm und Dewey von Caroline Miller und anderen Mitschülern der Schule mit gesammeltem Essen überrascht, da sie mitbekamen, dass die Familie momentan sehr wenig Geld hat. Als Hal später aber verschimmelte Pfirsiche aus einer Dose isst, wird er ins Krankenhaus eingeliefert. Dort stellt sich heraus, dass seine Behandlung einige Tausend Dollar kostet. Schließlich hat Lois aufgrund dessen keine Wahl und besorgt sich ihren Job wieder, indem sie geheime Vergehen ihres Vorgesetzten verrät, weshalb dieser kündigen muss. Zur selben Zeit fängt Francis einen von der Militärakademie verordneten Job auf einem Schönheitswettbewerb an. Dort glauben die auftretenden Frauen jedoch, er sei schwul. Nachdem Francis dies auch behauptet, meint er zu einer der Frauen, er könne sich ändern, woraufhin diese ihn in einen Kurs steckt, der seine homosexuellen Teilnehmer zu Heterosexuellen machen will. |           |                            |                       |                      |                                       |                |                                       |              |
| 10 | 10        | Stock-Car-Rennen           | Stock Car Races       | 2. Apr. 2000         | 26. Nov. 2001                         | Todd Holland   | David Richardson                      | 06-99-102    |
| Als Malcolm morgens aufsteht, hat er keine Lust, in der Schule mit den anderen Begabten Square Dance tanzen zu müssen. Er nimmt sich vor heute zu schwänzen, wird aber daran gehindert, dass sein Vater ihn zusammen mit seinen Brüdern zur Schule fahren will. Dieser hat jedoch etwas anderes vor: Er fährt mit den Jungs zu einem Stock Car Rennen, wo er mit ihnen das letzte Rennen der Rennlegende Rusty Malcolm sehen will. In der Zwischenzeit räumt Lois das Haus auf und entdeckt dabei belastende Gegenstände der einzelnen Kinder. Während ihrer Arbeit kommt Malcolms Lehrerin vorbei und erzählt ihr, dass dieser heute nicht in der Schule war und quatschen in der Folgezeit miteinander. Die Kinder sind auf der Rennstrecke zunächst nicht von den dutzenden Rennrunden begeistert. Deshalb beschließen sie, wie so Blödsinn zu machen, werden aber prompt dabei von einem Polizisten erwischt. Nachdem ein Fluchtversuch misslingt, werden sie am Ausgang der Rennstrecke ihrem Vater vorgeladen. Dieser will jedoch schnellstens abhauen und rennt mit ihnen zum Auto. Zu Hause angekommen erwartet sie bereits Lois mit Beweisen zu ihrer Bestrafung. Währenddessen wird Francis beim Rauchen in der Militärakademie erwischt und legt sich auch noch mit anderen Schülern an. Nach einer Schlägerei will er sich bei diesen mit einer Schlange rächen, die er in seinem Zimmer aufbewahrt. Nachdem diese entwischt, frisst sie den Hund des Kommandanten auf, der sofort herausfindet, dass Francis der Schuldige ist. Er stellt den anderen Kadetten frei, wie sie sich bei ihm rächen können. Diese jedoch bedanken sich dafür, dass er den Hund getötet hat, da sieh ihn hassten. |           |                            |                       |                      |                                       |                |                                       |              |
| 11 | 11        | Der Sündenbock             | Funeral               | 9. Apr. 2000         | 3. Dez. 2001                          | Arlene Sanford | Maggie Bandur & Pang-Ni Landrum       | 06-99-111    |
| Wegen einer anstehenden Beerdigung seiner Tante muss Malcolm ein Treffen auf einem Konzert mit Julie Houlerman absagen und ist davon sichtlich nicht begeistert. Auch sonst will Hal lieber seine alten Schallplatten hören und Dewey mit seinem mitgebrachten Freund spielen. Lediglich Reese will ein für Dewey als Geburtstagsgeschenk vorgesehenes Spielzeug mitnehmen, da er es versehentlich zerstört hat, und es in den Sarg legen. Als Malcolm von seinem Vater erfährt, dass seine verstorbene Tante aber eine fiese Frau war, die keiner mochte, ruft er Julie ein weiteres Mal an und sagt ihr, dass er doch mit zum Konzert kommen will. Um nicht mitkommen zu müssen, versucht er seine Mutter zu belügen, was aber misslingt. Daraufhin streiten sich Hal und Lois, woraufhin Chaos im Haus ausbricht, da Lois meint, sie könne jetzt wie alle anderen tun, was sie will. Kurz darauf betritt Julie Houlerman das nun verdreckte Haus der Familie und fliegt dabei über ein von Hal gespanntes Kabel in den von Reese auf den Boden verschütteten Müll. Folglich ist sie so verärgert, dass sie nichts mehr mit Malcolm zu tun haben will. Letzten Endes verrät Malcolm seinen Eltern, dass Reese nur zur Beerdigung wollte, um Deweys zerstörtes Geschenk verschwinden zu lassen. Schließlich fährt die Familie doch noch zur Beerdigung, auf der Reese bestraft wird, indem er an der Wand der Kirche stehen muss. |           |                            |                       |                      |                                       |                |                                       |              |
| 12 | 12        | Cheerleader                | Cheerleader           | 16. Apr. 2000        | 10. Dez. 2001                         | Todd Holland   | Dan Kopelman                          | 06-99-112    |
| Reese ist in eine Cheerleaderin namens Wendy verliebt und will, dass sie ihn beachtet. Um dies zu erreichen, tritt er den Cheerleadern bei. Zunächst funktioniert der Plan aber nicht, da er ungelenkig ist und sich kaum Schrittfolgen merken kann. Malcolm erklärt ihm daraufhin, wie simpel es ist, diese zu lernen, und trainiert mit ihm. Sein Vorhaben geht aber nicht auf, da es ihm immer noch schwerfällt, mit Wendy zu reden. Dennoch kann er sich schließlich überwinden und spricht mit ihr, woraufhin er feststellt, dass sie ihn auch gernhat. In der Zwischenzeit legt sich Francis wieder einmal mit Kommandant Spangler in der Militärakademie an, indem er Frösche aus dem Biologie-Labor freilässt. Spangler aber findet viele Gemeinsamkeiten zwischen ihm und sich als junger Mann. Die beiden führen daraufhin ein stundenlanges Gespräch, das Francis aber völlig missversteht, weshalb sie sich streiten. Dadurch verlängert sich das Gespräch noch weiter, an dessen Ende Spangler aber genau so distanziert wie vorher ist. |           |                            |                       |                      |                                       |                |                                       |              |
| 13 | 13        | Rollerskates               | Rollerskates          | 30. Apr. 2000        | 17. Dez. 2001                         | Ken Kwapis     | Alan J. Higgins                       | 06-99-108    |
| Da die Nachbarschaftskinder auf der Straße Rollerskatehockey spielen und Malcolm der Einzige ist, der nicht Rollerskate fahren kann, entschließt er sich, es zu lernen. Sein Vater war vor einigen Jahren ein sehr guter Skater und brachte es bereits Francis und Reese bei, doch keiner der beiden will darüber erzählen. Er überwindet sich und bittet seinen Vater, ihm das Skaten beizubringen. Der Unterricht erscheint Malcolm aber zu hart, weshalb er sich mit seinem Vater streitet, ihn dabei sogar mit einem Schimpfwort beleidigt und den Unterricht beendet. Nachdem Hal seinem Sohn aber erklärt, dass Wörter verletzen können, bringt er seinem Sohn doch noch erfolgreich das Skaten bei. In der Militärakademie hat Francis keine Lust auf ein Überlebenstraining im Wald. Um sich davor zu drücken, täuscht er eine Erbkrankheit vor und muss nicht mittrainieren. Als der Schwindel jedoch auffliegt, lassen ihn die anderen Schüler gefesselt drei Tage lang im Wald liegen. |           |                            |                       |                      |                                       |                |                                       |              |
| 14 | 14        | Der Killer-Roboter         | The Bots and the Bees | 7. Mai 2000          | 5. Jan. 2002                          | Chris Koch     | Alan J. Higgins & David Richardson    | 06-00-202    |
| Lois muss für einige Tage zu Francis in die Militärakademie fahren, da er am Blinddarm operiert wurde. Dies will Malcolm zusammen mit seinen Freunden ausnutzen, indem sie einen Killer-Roboter bauen wollen. Sein Vater ist zwar mit dem Bau eines normalen Roboters einverstanden, aber ob er es mit einem derartigen ist, fragt Malcolm nicht. Überraschend unterstützt er sie sogar beim Bau des Killer-Roboters und zeigt sich ungewöhnlich technisch begabt. Weil er den Roboter noch blutrünstiger bauen will, als es sich Malcolms Freunde vorher gedacht haben, wollen sie sich aus dem Vorhaben zurückziehen. Hal verfolgt den Plan, mit dem Roboter Bienen abzuschießen. Als kurze Zeit später Craig das Haus der Familie betritt, um Lois’ Gehaltscheck zu bringen, bittet ihn Malcolm, mit Hal zu reden, da im Haus momentan Chaos herrscht. Craig versucht dies zwar, doch es artet in einem Streit aus. Als Hal danach völlig durchdreht und seinen Job kündigen will, richtet Malcolm den Roboter gegen seinen Vater, der daraufhin mit tausenden Bienen umhüllt wird. Zur gleichen Zeit kommt Lois in der Militärakademie an, was Francis eigentlich dazu ausnutzen wollte, um seinen Mitschülern zu zeigen, wie streng und kaltherzig seine Mutter angeblich ist. Doch sein Plan geht nicht auf, denn sie legt sich sogar mit dem gehassten Kommandanten Spangler an, was Francis’ Kameraden mutig finden. Sie benimmt sich Francis gegenüber sehr fürsorglich und hat in der Zwischenzeit mit den Schülern der Akademie ihren Spaß. Dies empfinden Francis’ Freunde als Beweis, dass er nur Lügen über seine angeblich sehr strenge Mutter erzählt. Er streitet sich daraufhin mit ihr, weshalb sie wieder abreisen will. Die letzten Stunden verbringen sie wieder versöhnt damit, dass sie sich ein Schwulen-Rodeo angucken. |           |                            |                       |                      |                                       |                |                                       |              |
| 15 | 15        | Immer wieder Sonntag       | Smunday               | 14. Mai 2000         | 12. Jan. 2002                         | Jeff Melman    | Michael Glouberman & Andrew Orenstein | 06-00-201    |
| Vor zwei Monaten heckten die Jungs wieder einmal einen Streich aus, für den sie Hausarrest bekamen. Am letzten Wochenende der Strafe ereilte Lois dann aber eine Grippe und schlief zwei Tage durch. Als am Montagmorgen Vater Hal bereits aus dem Haus ist, wollen Malcolm und seine Brüder bereits zur Schule gehen, doch sie stellen fest, dass ihre Mutter denkt, es wäre immer noch Sonntag. Sie wittern ihre Chance und bleiben zu Hause, langweilen sich aber, da ihr Vater das Fernsehkabel mitgenommen hat. Aus Zufall bemerken sie, dass Lois ihnen im Bett unterbewusst vieles erzählt. So erfahren sie auch, dass sie beim letzten Streich von ihrem Bruder Francis verraten worden sind. Bei einem Anruf mit ihm wollen sie sich erkundigen, ob dies wirklich stimmt, woraufhin er es auch zugibt. Daraufhin drohen sie ihm, ihrer Mutter einen Brief zu geben, der Francis schwer belasten würde. Dieser schickt auf diese Drohung hin einige seiner momentan in der Stadt sich aufhaltenden Freunde zum Haus seiner Familie. Diese durchsuchen im Folgenden das Haus nach dem Brief und finden ihn dadurch, dass Reese auf den DVD-Recorder schaut, auf dem sich der Brief befindet. Als Francis’ Freunde danach weglaufen, erklärt Malcolm seinen Brüdern, dieser Brief sei nur eine Fälschung gewesen und er habe das Original Dewey gegeben. Da Dewey dieses aber unter Lois’ Kopfkissen gelegt hat, findet sie es und ist daraufhin sauer auf Francis. Um dies wiedergutzumachen und ihre Mutter von Francis’ Vergehen abzulenken, überlegen sie sich etwas noch Schlimmeres. Währenddessen bemerkt Hal bei der Fahrt zu seinem Job einen Autohändler, der edle Wagen verkauft. Er betritt das Geschäft und ist so von den Autos angetan, dass er völlig vergisst, zu seiner Arbeitsstelle zu fahren. Er ist kurz davor, einen Wagen zu kaufen, bricht den Kauf aber in letzter Sekunde ab, da ihm übel ist. Der Verkäufer beharrt aber darauf, er solle sich doch noch einmal in das Auto setzen und Probe fahren, woraufhin er aber in das Auto bricht. Am Nachmittag lassen die drei Jungs einen kleinen Wagen mit Farbeimern vom Dach rollen, der auf die gerade mit einem edlen Wagen angefahrenen Hal und dessen Verkäufer fällt. Bis zum Abend bleiben die Jungs auf dem Dach, um der Bestrafung ihrer Mutter zu entgehen, die mittlerweile vergessen hat, was Francis getan hat. |           |                            |                       |                      |                                       |                |                                       |              |
| 16 | 16        | Wasserspiele               | Water Park (1)        | 21. Mai 2000         | 19. Jan. 2002                         | Ken Kwapis     | Maggie Bandur & Pang-Ni Landrum       | 06-00-203    |
| Die ganze Familie ist überglücklich, denn der Vater Hal hat Karten für den Wasserrutschen-Park gekauft. Doch als einziger darf Dewey nicht mitkommen, weil er eine Ohrenentzündung hat, und muss von einem Babysitter betreut werden. Zu Malcolms Bedauern erinnert Reese seine Eltern daran, dass er im Schwimmbad eine Nasenklammer tragen muss. Um sich dafür zu rächen, stellt Malcolm ihn vor seinem Schwarm April bloß. Dadurch bricht ein Streit zwischen den beiden aus, den ihre Eltern Lois und Hal hautnah mitbekommen. Sie bekriegen und nerven sich in der Folgezeit gegenseitig. Schließlich verfolgt Reese Malcolm bis oben zu einer großen Rutsche des Parks. Doch ihre Mutter verfolgt sie und belehrt sie vor der Rutsche stehend über ihr Verhalten. Als es Malcolm aber zu stressig wird, schubst er sie in die Rutsche, woraufhin diese hineinfällt, aber noch die beiden Brüder mit hineinziehen kann, in der sie die Jungs anschreit. Währenddessen langweilt sich Dewey zu Hause mit seinem Babysitter, denn er darf kaum etwas Spannendes tun. Doch bei dem gemeinsamen Sortieren von Knöpfen fällt der älteren Dame auf, dass sie und Dewey einige Gemeinsamkeiten haben. Sie haben folglich doch Spaß und tanzen sogar leidenschaftlich in der Küche miteinander, was aber damit endet, dass sie von einem Krankenwagen weggefahren wird. Als dieser weggefahren ist, folgt Dewey auf der Straße einem Ballon bis in einen anderen Teil der Stadt. Zur selben Zeit fordert Kommandant Spangler Francis beim Billard heraus. Er bereitet sich gut auf das Spiel vor, doch seine Kameraden sind dagegen, da sie meinen, Spangler würde es ihnen in der Militärakademie noch schwerer machen, wenn Francis gewinnen würde. Deshalb spielt Francis absichtlich schlechter, was dem Kommandanten jedoch auffällt und deshalb auch absichtlich schlechter spielt. Während mehrerer Spiele übertrumpfen sie sich somit gegenseitig mit immer schlechteren Spielzügen, weshalb es letztlich auch egal ist, wer gewonnen oder verloren hat. |           |                            |                       |                      |                                       |                |                                       |              |

## DVD-Veröffentlichung
Die erste Staffel von Malcolm mittendrin wurde in den USA in einer DVD-Box mit drei Discs veröffentlicht. Sie enthält unter anderem eine Langfassung der ersten Folge, Kommentare zu ausgewählten Episoden und gelöschte Szenen. Es war beabsichtigt, diese Staffel Ende 2006 auch in Deutschland zu veröffentlichen, was aber letztlich nicht geschah. Für den 16. April 2012 war vorgesehen, die Staffel auch in Großbritannien herauszubringen; der Termin verschob sich aber auf den 4. Juni und später auf den 24. September.